# 约翰尼·伊根
约翰·弗朗西斯·伊根（英語：John Francis Egan，1939年1月31日—2022年7月21日），美国NBA联盟前职业篮球运动员。他在1961年的NBA选秀中第2轮第12顺位被底特律活塞选中。